# Jerzy Klempel
Jerzy Klempel (ur. 23 kwietnia 1953 w Międzylesiu, zm. 28 maja 2004 we Wrocławiu) – polski piłkarz ręczny (prawy rozgrywający, bądź prawoskrzydłowy), trener i działacz sportowy. Reprezentant kraju, dwukrotny olimpijczyk (1976 i 1980). Zasłużony Mistrz Sportu (1987), odznaczony m.in. brązowym Medalem za Wybitne Osiągnięcia Sportowe (1976, 1982) i Srebrnym Krzyżem Zasługi. Pseudonim boiskowy – „Kukuś”.

## Życiorys
Karierę sportową zaczynał w wieku 15 lat (1968) od tytułu mistrza Polski juniorów w hokeju na lodzie w barwach Odry Opole. Niespełna dwa lata później – za namową siostry (piłkarki ręcznej) oraz jej znajomych – trafił na trening szczypiornistów Gwardii Opole, prowadzony przez Edwarda Hylę – mimo że wcześniej nie wykazywał większego zainteresowania tą dyscypliną sportu. Po kilku zajęciach zdecydował się jednak postawić na „handball”. Po zaledwie roku od podjęcia treningów dostał szansę debiutu w meczu ligowym seniorów. Wiosną 1970 – mając niespełna 17 lat – zaliczył swój pierwszy występ w polskiej ekstraklasie. W dwumeczu przeciwko Pogoni Zabrze wystąpił w obydwu spotkaniach, zdobywając w nich łącznie 20 bramek (11 w sobotę i 9 w niedzielę). Po roku został zawodnikiem Śląska Wrocław, w którym występował przez ponad dekadę. To właśnie tutaj święcił swe największe triumfy, a okres jego gry dla „Wojskowych” przypadł na „złotą erę” w historii tego klubu – m.in. finał Pucharu Mistrzów 1978 (porażka 22:28 z SC Magdeburg) oraz 7 tytułów mistrza Polski z rzędu (1972–1978).
W 1982 po zakończeniu Mistrzostw Świata przeszedł do niemieckiego Frisch Auf Göppingen. W jego barwach trzykrotnie z rzędu zostawał królem strzelców Bundesligi – 1986 (233 bramki), 1987 (239 bramek), 1988 (198 bramek). W sezonie 1986/1987 uzyskał najwyższą średnią bramkową na mecz w historii niemieckiej ligi (9,19). 4 czerwca 1983, podczas meczu z TuS Hofweier (27:28) ustanowił swój najlepszy wynik w Bundeslidze, zdobywając 19 goli (16 z gry i tylko 3 z rzutów karnych). Wynik ten był jednocześnie, przez 26 lat, rekordem Bundesligi, pobitym 6 czerwca 2009 przez Stefana Schrödera, który zdobył 21 bramek. Łącznie przez 9 sezonów rozegrał 153 spotkania, w których strzelił 1189 bramek (786 z gry i 403 z rzutów karnych), co daje średnią 7,77 gola na mecz.
Zdobywca brązowego medalu olimpijskiego w 1976 (w 1980 wraz z reprezentacją na 7. miejscu). Trzykrotny uczestnik mistrzostw świata (brązowy medal w 1982; 4. miejsce w 1974; 6. miejsce w 1978), gdzie wystąpił łącznie w 19 spotkaniach, strzelając 105 bramek. Król strzelców turnieju olimpijskiego w Moskwie – 1980 (44 bramki) i Mistrzostw Świata w Danii – 1978 (47 bramek). Zaliczył 221 oficjalnych meczów w seniorskiej reprezentacji kraju (236 licząc ze spotkaniami nieoficjalnymi). Reprezentacyjną karierę zakończył w 1987 meczem przeciwko Szwecji w Opolu (selekcjonerem był wówczas Zenon Łakomy).
Najskuteczniejszy zawodnik w historii polskiej reprezentacji (brak danych odnośnie do dokładnej liczby strzelonych goli – ok. 1 170), powszechnie uznawany za najwybitniejszego polskiego piłkarza ręcznego w dziejach i jednego z najwybitniejszych graczy na świecie (jako jedyny był aż 18 razy wybierany do składu „reprezentacji gwiazd” najważniejszych imprez).
Po zakończeniu kariery zawodniczej pracował jako trener – w Śląsku Wrocław i kadrze narodowej – oraz działacz sportowy (pod jego wodzą w 1997 klub ten po raz ostatni wygrał ligę). W 2003 z powodu problemów zdrowotnych (chorował na dnę moczanową oraz sepsę) zrezygnował z trenerki, zajął się natomiast zdobywaniem pieniędzy na funkcjonowanie klubu.
Ukończył technikum mechaniczne i studiował na Akademii Wychowania Fizycznego we Wrocławiu. Żołnierz zawodowy (st. chor. sztab.). Miał żonę Barbarę i syna Bartosza.
Od 2004 roku w Dzierżoniowie na Dolnym Śląsku odbywa się dorocznie Memoriał Jerzego Klempela, w którym startują najlepsze polskie i zagraniczne drużyny szczypiorniaka.

## Kariera zawodnicza

### Kariera klubowa
1. Gwardia Opole (1970–1971) brak sukcesów
2. Śląsk Wrocław (1971–1982) finał Pucharu Mistrzów (1978), 8 tytułów mistrza (1972–1978, 1982) i 3 Puchary Polski (1976, 1981–1982)
3. Frisch Auf Göppingen (1982–1991) brak sukcesów

### Kariera reprezentacyjna
Występy na ważnych imprezach:
- MŚ 1974 – 6 meczów, 25 bramek
- IO 1976 – 5 meczów, 23 bramki  brązowy medal
- MŚ 1978 – 6 meczów, 47 bramek król strzelców
- IO 1980 – 6 meczów, 44 bramki król strzelców
- MŚ 1982 – 7 meczów, 33 bramki  brązowy medal